# Doggeriopsis stonefieldiana
Doggeriopsis stonefieldiana is een keversoort uit de familie Cupedidae. De wetenschappelijke naam van de soort is voor het eerst geldig gepubliceerd in 1906 door Handlirsch.